# Солдати фортуни
Солдати фортуни (англ. Men of War) — американський бойовик 1994 року.

## Сюжет
Компанія з виробництва добрив поклала око на невеликий острів, розташований в тропіках, заради пташиного посліду, який скупчився там за сотні років. Дипломатичними методами домовитися з місцевим населенням не вдалося і вони вирішили вдатися до допомоги найманця Ніка Гунера. Нік набирає команду і вирушає на занедбаний тропічний острів. В ході спілкування з місцевими жителями Нік поступово переходить на їхній бік. У підсумку, наймачі Ніка вирішують влаштувати на острові бійню і ліквідувати аборигенів. Нік з кількома вірними йому людьми стає на захист остров'ян від своїх колишніх господарів.

## У ролях
| Актор               | Роль             |
| ------------------- | ---------------- |
| Дольф Лундгрен      | Нік Гунар        |
| Шарлотта Льюїс      | Локі             |
| Б.Д. Вонг           | По               |
| Ентоні Джон Денісон | Джиммі Джи       |
| Тім Гіні            | Оккер            |
| Дон Гарві           | Нолан            |
| Томмі Лістер        | Блейдс           |
| Том Райт            | Джамаал          |
| Кетрін Белл         | Грейс Лашиелд    |
| Тревор Годдар       | Кіфер            |
| Кевін Тай           | полковник Меррік |
| Томас Гібсон        | Воррен           |
| Перрі Ленг          | Лайл             |